# Hippodrome Theatre (Baltimore)
L'Hippodrome Theatre est un théâtre situé à Baltimore, dans le Maryland, aux États-Unis.

## Histoire

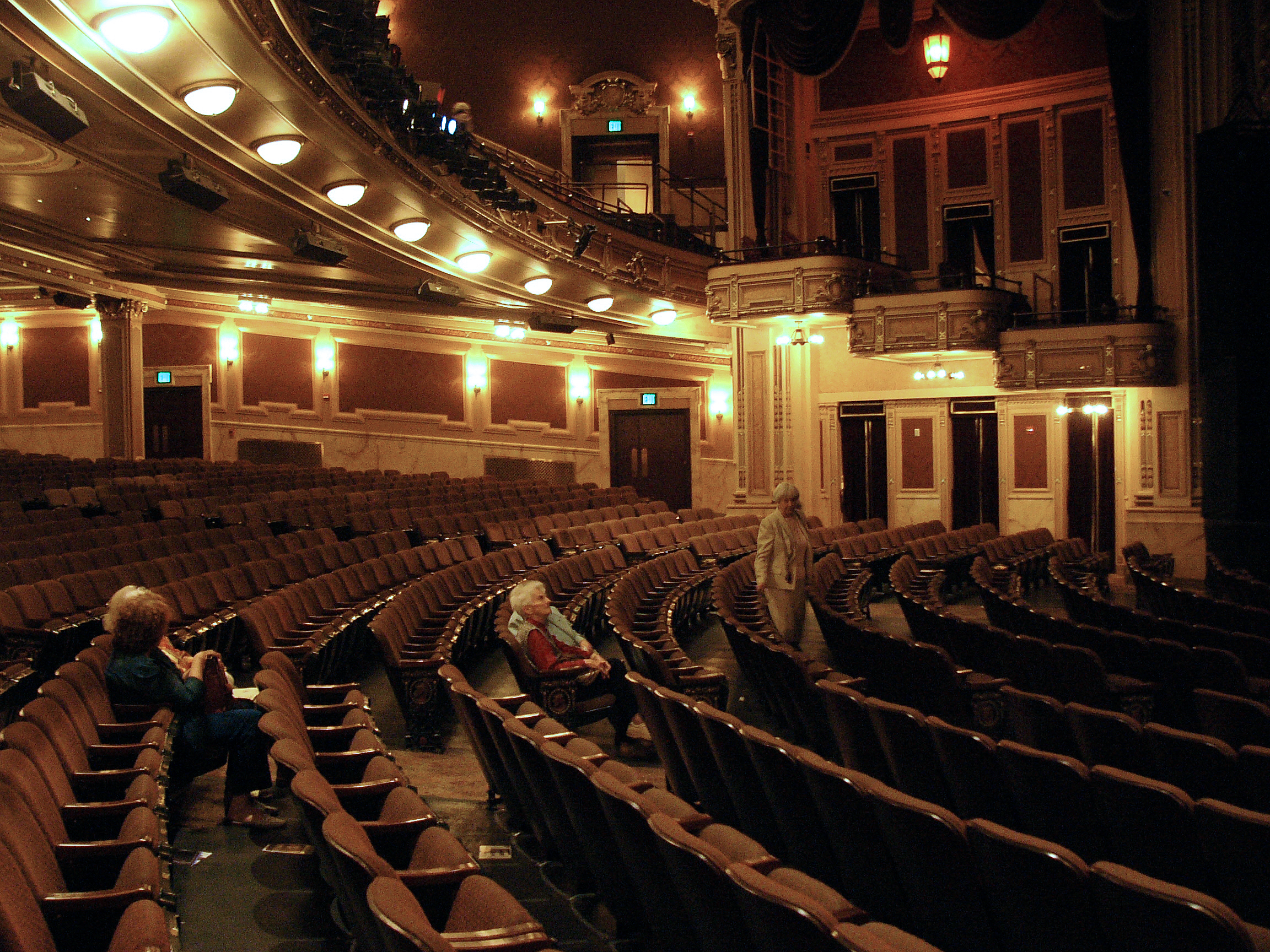
Intérieur du théâtre après sa rénovation en 2004

Construit en 1914 pour les imprésarios Marion Scott Pearce and Scheck, le théâtre de 2 300 places était la plus grande salle de vaudeville de Baltimore, ainsi qu'une salle de cinéma. Lorsque de son ouverture, le movie palace était le plus grand cinéma des États-Unis au sud de Philadelphie. L'Hippodrome est conçu par Thomas W. Lamb, l'un des plus grands architectes de théâtre de son temps. Lamb donne au théâtre un style distinctif grâce à l'utilisation de briques et de terre cuite sur une façade massive. L'édifice est rénové en 2004 pour être utilisé comme théâtre des arts du spectacle et fait partie du France-Merrick Performing Arts Center.
Le site était auparavant occupé par le House Hotel de cinq étages, construit en 1835 et détruit par un incendie le 25 mai 1912. Le nouveau théâtre avait une capacité initiale de 3 000 places et possédait un orgue Moller (en), ainsi que son propre orchestre qui a survécu jusque dans les années 1950. La chaîne Loew's a exploité l'Hippodrome de 1917 à 1924, puis Keith-Albee-Orpheum en a assumé la direction. En 1920, la fréquentation hebdomadaire moyenne était de 30 000 personnes. Au cours des années 1930, l'Hippodrome Theatre présentait des artistes tels que Jack Benny, Milton Berle, Bob Hope, Martha Raye, Dinah Shore, Red Skelton, The Three Stooges, les Andrews Sisters, Morey Amsterdam et Benny Goodman. Frank Sinatra s'y est produit pour la première fois avec Harry James. Les représentations live ont cessé en 1959, mais le cinéma a conservé son audience tout au long des années 1960. Le cinéma ferme ses portes en 1990, dernière salle de cinéma du centre-ville de Baltimore.
Dans la période précédant sa rénovation, il a servi de lieu de tournage du film de John Waters de 2000, Cecil B. Demented pour la scène où le théâtre sert de cachette aux SprocketHoles, un gang de cinéastes terroristes.

### Rénovations
La rénovation la plus récente combine trois bâtiments existants contigus et une nouvelle structure : le Baltimore Grand (en) (1887), le bâtiment de la banque d'épargne d'Eutaw (1888) et l'Hippodrome pour former un vaste complexe des arts du spectacle, conçu par Hardy Holzman Pfeiffer Associates. La Maryland Stadium Authority a dirigé la rénovation. Clear Channel Entertainment (maintenant Live Nation) est l'exploitant du théâtre une fois le projet achevé. En 2008, Live Nation cède la plupart de ses actifs théâtraux, dont l'Hippodrome, à Key Brand Entertainment.